# Rhipidia luxuriosa
Rhipidia luxuriosa är en tvåvingeart som först beskrevs av Alexander 1929.  Rhipidia luxuriosa ingår i släktet Rhipidia och familjen småharkrankar.
Artens utbredningsområde är Colombia. Inga underarter finns listade i Catalogue of Life.